# Айтель, Тим
Тим Айтель (нем. Tim Eitel; род. 1971[…], Леонберг, Баден-Вюртемберг) — немецкий современный художник.

## Жизнь и творчество
Тим Айтель окончил гимназию в Штутгарте с профильным курсом «искусство», затем изучал в Штутгарте же философию и германистику, и в Галле, в Высшей школе искусств и дизайна — живопись. В 1997—2001 годах учился в Высшей школе графики и книжного искусства в Лейпциге. В 2002 году участвует в организации художественной галереи «Лига» в Берлине. В 2002 году художник получил государственную стипендию земли Саксония, в 2003 году — награждён премией Марион Эрмер (в размере 5000 евро), предназначенной для молодых художников. В настоящее время Т.Айтель живёт и работает в Берлине.
Творческая манера Тима Айтеля остаётся реалистической, с элементами романтизма. Мастера можно причислить к заметнейшим представителям «Новой лейпцигской школы» живописи. Работы художника настолько точны и близки к изображаемому оригиналу, что вполне могли быть представлены как красочные фотографии. Это относится как к изображению людей или каких-либо предметов, так и внутренних помещений — например, в музеях («Экскурсовод», Museumpädagogin 2002), или городских пейзажей («Гамбург», Hamburg 2003).
За период с 2000 по 2008 год выставки работ художника были неоднократно организованы во многих городах Германии (Берлин, Лейпциг, Штутгарт, Ульм, Киль, Тюбинген и других), а также в США, Дании и в Швейцарии.

## Персональные выставки
- 2000: Frühjahrskollektion, Künstlergilde Ulm
- 2001: die Erotikausstellung, Galerie Rainer Wehr, Stuttgart
- 2002: 5 aus 11, Galerie LIGA, Berlin; Landnahme, Galerie EIGEN + ART, Leipzig
- 2003: sieben mal malerei, Museum der Bildenden Künste, Leipzig
- 2004: Tim Eitel — Terrain Museum zu Allerheiligen, Schaffhausen
- 2005: PORTRAIT, Galerie Eigen + Art, Berlin
- 2008: Die Bewohner, Kunsthalle Tübingen
- 2010: Message to home, Galerie Eigen + Art, Berlin